# Предњи зуби
Предњи зуби (лат. dentes anteriores s. intercanini) се налазе у фронталном делу усне дупље и обухватају две класе зуба:
- секутиће и
- очњаке.

## Секутићи
У хуманој дентицији постоји осам секутића (лат. dentes incisivi), по четири у сваком денталном луку. То су први и други зуб од медијалне линије у сва четири квадранта:
- први горњи секутић – dens incisivus primus s. medialis superior dexter et sinister;
- други горњи секутић – dens incisivus secundus s. lateralis superior dexter et sinister;
- први доњи секутић – dens incisivus primus s. medialis inferior dexter et sinister;
- други доњи секутић – dens incisivus secundus s. lateralis inferior dexter et sinister.

Секутићи, као класа имају три главне функције: мастикација, фонетика и естетика. Они представљају „сечиво“ дентиције, односно учествују у процесу сечења и резања хране на прикладне комаде, погодне за даљу обраду (жвакање) на гризним површинама премолара и молара. Они учествују и у изговору неких сугласника: лабиоденталних (ф, в), денталних (т, д) и лингводенталних (с, ц, з). Такође, својим обликом, бојом, пропорцијама и распоредом утичу на физиогномију и естетику лица.

## Очњаци
Очњаци (лат. dentes canini) су најважнији зуби месождера, јер служе за прихватање и раздирање плена, а код змија то су и отровни зуби (намењени како хватању плена, тако и одбрани). Назив canini је изведен од латинске речи canis (што у преводу значи пас). У хуманој дентицији постоје четири очњака, по два у горњем и доњем денталном луку:
- горњи очњак (десни и леви) – dens caninus superior dexter et sinister;
- доњи очњак (десни и леви) – dens caninus inferior dexter et sinister.

Очњаци су способни да издрже велики мастикаторни стрес и делују као „амортизери“, пружајући подршку бочним зубима у току жвакања. Њихова основна улога је кидање и раздирање хране, што чини средину између сечења (карактеристичног за секутиће) и гњечења и млевења (карактеристичног за бочне зубе). Својом лабијалном површином подупиру углове усана, па доприносе и физиогномском изгледу особе, а њихове оралне површине са добро развијеним цингулумом имају велики значај при латералним кретањима мандибуле.